# Chuck Burgi
Chuck Burgi (ur. 15 sierpnia 1952 w Montclair, New Jersey) – amerykański perkusista.
Grał i koncertował z takimi wykonawcami i zespołami jak: Al Di Meola, Hall & Oates, Blue Öyster Cult, Meat Loaf, Rainbow, Brand X i Enrique Iglesias. Poadto nagrywał z m.in. Bon Jovi i Dianą Ross.
Był członkiem zespołu Balance razem z: Peppy Castro, Bobem Kulickiem, Dennisem Feldmanem, Dougiem Katsarosem.
Przez 3,5 roku wystawiania na Broadwayu musicalu "Movin' Out" (motywem przewodnim są historie opisane w piosenkach Billey'ego Joela) autorstwa Twyle Tharp, był członkiem grupy scenicznej tam występującej.
Od listopada 2005 roku współpracuje z Billym Joelem, czego owocem jest np. udział w 12 koncertach Joela w hali Madison Square Garden w Nowym Jorku w 2006 roku. Spośród najnowszych nagrań, w których uczestniczył trzeba wymienić m.in. koncertowy album Joela "12 Gardens" oraz wydany w 2007 roku singiel Joela "Christmas in Fallujah".
Bratem Chucka Burgiego jest aktor Richard Burgi (znany m.in. z seriali "Gliniarz z dżungli" i "Bez pardonu", czy też z filmów "Żołnierze kosmosu 2" oraz "Hostel 2").